# Послание к Филимону
Послание к Филимо́ну (др.-греч. Ἐπιστολὴ πρὸς Φιλήμονα, лат. Epistula ad Philemonem) — книга Нового Завета. Входит в число посланий апостола Павла.

## История
Послание написано во время первого римского заключения Павла, в 62—63 гг. Послание к Филимону — самое краткое послание апостола Павла, насчитывает всего 335 слов в оригинальном тексте и 25 стихов в одной-единственной главе русского перевода. Оно написано по незначительному поводу, однако позволяет увидеть апостола Павла не в роли духовного учителя, а в частном общении.
Подлинность послания к Филимону не вызывает сомнений. Оно упоминается у древних писателей, в том числе у Тертуллиана и Оригена.

## Основные темы
Во время римского заключения Павел крестил раба из Фригии по имени Онисим. Не совсем ясно, каким образом Онисим оказался в Риме. В послании говорится, что он «на время отлучился». Вероятно, Онисим бежал от господина, однако очевидно, что к бегству его побудила не суровость хозяина, а другие причины, возможно желание увидеть апостола Павла. Павел отсылает Онисима к его господину по имени Филимон и, поскольку тот тоже христианин, увещевает Филимона принять Онисима не как слугу, но как брата.
Имя Онисим означает «полезный», «пригодный»; Павел использует это в игре слов «он был некогда негоден для тебя, а теперь годен тебе и мне; я возвращаю его» (1:11).
- Приветствие (1:1—3)
- Похвала Филимону за его веру и любовь (1:4—7)
- Апостол имеет право приказать, но вместо этого просит (1:8, 9)
- Ходатайство за Онисима (1:10—22)
- Приветствия и благословение (1:23—25)